# Campionati mondiali di sollevamento pesi 1951
I Campionati mondiali di sollevamento pesi 1951, 29ª edizione della manifestazione, si svolsero a Milano dal 26 al 28 ottobre 1951, e furono considerati validi anche come 32° campionati europei di sollevamento pesi.

## Titoli in palio
Vengono corretti alcuni limiti di peso e aggiunta una settima categoria, i mediomassimi.
| Categoria            | Eventi      |
| -------------------- | ----------- |
| Pesi gallo           | 56 kg       |
| Pesi piuma           | 60 kg       |
| Pesi leggeri         | 67.5 kg     |
| Pesi medi            | 75 kg       |
| Pesi massimi leggeri | 82.5 kg     |
| Pesi mediomassimi    | 90 kg       |
| Pesi massimi         | Oltre 90 kg |

## Risultati
Ai campionati parteciparono 62 atleti rappresentanti di 14 nazioni. Sei di queste entrarono nel medagliere. L'Italia gareggiò con 7 atleti: Ettore Amati nei gallo, Vincenzo Giordano nei piuma, Salvatore Lizzio nei leggeri, Ermanno Pignatti nei medi, Augusto Fiorentini nei massimi leggeri, Luciano Zardi nei mediomassimi e Adelfino Mancinelli nei massimi.
| Evento      | Oro                | Oro   | Argento               | Argento | Bronzo            | Bronzo |
| ----------- | ------------------ | ----- | --------------------- | ------- | ----------------- | ------ |
| 56 kg       | Mahmoud Namdjou    | 317,5 | Ali Mirzaei           | 305,0   | Kamal Mahgoub     | 292,5  |
| 60 kg       | Khalifa Said Gouda | 310,0 | Johan Runge           | 310,0   | Julian Creus      | 302,5  |
| 67.5 kg     | Ibrahim Shams      | 342,5 | Joe Pitman            | 337,5   | Hassan Ferdos     | 327,5  |
| 75 kg       | Peter George       | 395,0 | Dave Sheppard         | 395,0   | Khadr El-Touni    | 387,5  |
| 82.5 kg     | Stanley Stanczyk   | 402,5 | Jean Debuf            | 392,5   | Hassan Rahnavardi | 387,5  |
| 90 kg       | Norbert Schemansky | 427,5 | Mohamed Ibrahim Saleh | 395,0   | Firouz Pojhan     | 370,0  |
| Oltre 90 kg | John Davis         | 432,5 | James Bradford        | 427,5   | Mohamed Geisa     | 407,5  |

## Medagliere
| Posiz. | Nazione     | Oro | Argento | Bronzo | Totale |
| ------ | ----------- | --- | ------- | ------ | ------ |
| 1      | Stati Uniti | 4   | 3       | 0      | 7      |
| 2      | Egitto      | 2   | 1       | 3      | 6      |
| 3      | Iran        | 1   | 1       | 3      | 5      |
| 4      | Danimarca   | 0   | 1       | 0      | 1      |
| 4      | Francia     | 0   | 1       | 0      | 1      |
| 6      | Regno Unito | 0   | 0       | 1      | 1      |
| Totale | Totale      | 7   | 7       | 7      | 21     |

## Classifica a squadre
Il sistema di punteggio è basato sui punti distribuiti per l'esercizio totale in base allo schema adottato nel 1948:
| Pos. | Squadra     | Punti |
| ---- | ----------- | ----- |
| 1    | Stati Uniti | 29    |
| 2    | Egitto      | 16    |
| 3    | Iran        | 11    |
| 4    | Danimarca   | 3     |
| 5    | Francia     | 3     |
| 6    | Regno Unito | 1     |